# Championnats du monde de triathlon cross 2019
Navigation
Édition précédente Édition suivante
Les championnats du monde de triathlon cross 2019, organisé par la  Fédération internationale de triathlon (ITU) depuis 2011, se déroulent le 30 avril 2019 à Pontevedra en Espagne. Les triathlètes élites se sont affrontés lors d'une épreuve sur distance M, comprenant 1000 mètres de natation, 30 km de vélo tout terrain (VTT) et 10 km de course à pied hors route.  Ils sont organisés dans le cadre du Multisport World Championship Festival qui réunit plusieurs championnats mondiaux de sports gérés par l'ITU. La rencontre internationale propose  également lors de ses journées consacrées aux pratiques enchaînées, des compétitions pour les catégories junior, U23 (espoir), classe d'âge (amateur) et paratriathlon.

## Palmarès

### Élites
Les tableaux présentent les « Top 5 » et les podiums U23 pour les hommes et femmes des championnats du monde.
| Position           | Triathlète       | Pays       | Temps           |
| ------------------ | ---------------- | ---------- | --------------- |
| Médaille d'or      | Arthur Forissier | France     | 1 h 48 min 21 s |
| Médaille d'argent  | Rubén Ruzafa     | Espagne    | 1 h 48 min 54 s |
| Médaille de bronze | Lukáš Kočař      | Tchéquie   | 1 h 49 min 5 s  |
| 4                  | Josiah Middaugh  | États-Unis | 1 h 49 min 24 s |
| 5                  | Brice Daubord    | France     | 1 h 50 min 52 s |

| Position           | Triathlète         | Pays        | Temps           |
| ------------------ | ------------------ | ----------- | --------------- |
| Médaille d'or      | Eleonora Peroncini | Italie      | 2 h 10 min 17 s |
| Médaille d'argent  | Jacqueline Slack   | Royaume-Uni | 2 h 11 min 20 s |
| Médaille de bronze | Nicole Walters     | Royaume-Uni | 2 h 12 min 14 s |
| 4                  | Loanne Duvoisin    | Suisse      | 2 h 12 min 30 s |
| 5                  | Lesley Paterson    | Royaume-Uni | 2 h 13 min 38 s |

### U23 (espoirs)
| Rang               | Athlète      | Pays           | Temps           |
| ------------------ | ------------ | -------------- | --------------- |
| Médaille d'or      | Maxim Chané  | France         | 1 h 55 min 38 s |
| Médaille d'argent  | Ruan Van Zyl | Afrique du Sud | 1 h 56 min 35 s |
| Médaille de bronze | Victor Goené | Pays-Bas       | 1 h 56 min 52 s |

| Rang               | Athlète         | Pays    | Temps           |
| ------------------ | --------------- | ------- | --------------- |
| Médaille d'or      | Loanne Duvoisin | Suisse  | 2 h 12 min 30 s |
| Médaille d'argent  | Sofiya Pryyma   | Ukraine | 2 h 13 min 54 s |
| Médaille de bronze | Marta Menditto  | Italie  | 2 h 15 min 12 s |